# Équipe d'Irlande de rugby à XV des moins de 20 ans
L’équipe d'Irlande des moins de 20 ans est constituée par une sélection des meilleurs joueurs irlandais et nord-irlandais de rugby à XV de moins de 20 ans, sous l'égide de la fédération irlandaise de rugby à XV.

## Histoire
L’équipe d'Irlande des moins de 20 ans est créée en 2008, remplaçant les équipes d'Irlande des moins de 21 ans et des moins de 19 ans à la suite de la décision de l'IRB en 2007 de restructurer les compétitions internationales junior. Elle participe chaque année au Tournoi des Six Nations des moins de 20 ans et au championnat du monde junior.

## Palmarès
- Tournoi des Six Nations des moins de 20 ans :
  - Vainqueur : 2010[2], 2019 (Grand Chelem), 2022 (GC), 2023 (GC).
- Championnat du monde junior de rugby à XV :
  - Finaliste : 2016[3], 2023.

## Personnalités

### Entraîneurs
En 2014, après l'arrêt de Mike Ruddock, entraîneur des jeunes irlandais pendant quatre saisons, Nigel Carolan, alors à la tête du Connacht Rugby, est appelé à le remplacer à partir de la saison 2015.
- 2010-2014 : Mike Ruddock[4]
- 2015-2017 : Nigel Carolan[5]
- 2017 : Peter Malone
- 2018-2020 : Noel McNamara
- 2021-2024 : Richie Murphy
- 2024- : Willie Faloon